# Ratschendorf
Ratschendorf (tiếng Slovene: Račja vas) là một đô thị thuộc huyện Radkersburg thuộc bang Steiermark, nước Áo. Đô thị Ratschendorf có diện tích 10,39 km², dân số thời điểm cuối năm 2005 là 613 người.